# Ferenc Kossuth

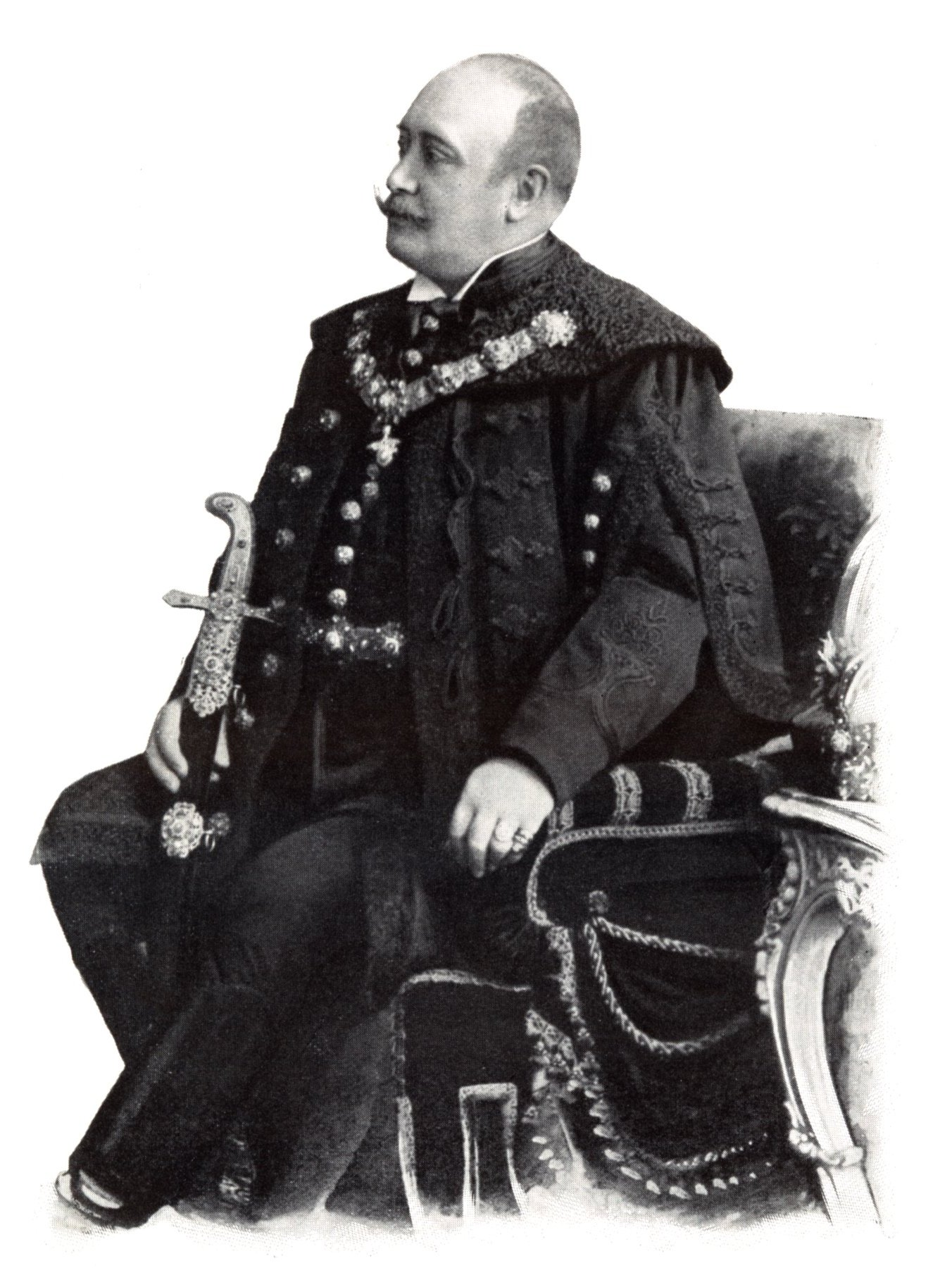
Ferenc Kossuth (1905).

Ferenc Kossuth fue un político húngaro, hijo del también político magiar Lajos Kossuth.

## Orígenes y formación
Nació el 16 de noviembre de 1841. Se formó en la Politécnica de París y en la Universidad de Londres. En esta última obtuvo un galardón en 1859 en economía política. Tras trabajar como ingeniero de obras públicas en los ferrocarriles Dean Forest, en 1861 se mudó a Italia, donde residió los treinta y tres años siguientes. 

## Carrera de ingeniero
En la península participó precisamente en la extensión de la red ferroviaria, que compaginaba con su interés por la independencia de Hungría, a la que dedicó una serie de opúsculos y artículos periodísticos. Desposó a Emily Hoggins en Cesena en 1876. En 1885 el Gobierno italiano le otorgó una condecoración por sus servicios. Su última gran obra de ingeniería fue la construcción de puentes de acero sobre el Nilo.

## Regreso a Hungría
En 1894 trasportó los restos de su padre a Hungría; al año siguiente decidió instalarse en la región y jurar fidelidad al emperador. Para 1867 ya había sido elegido diputado de las Cortes húngaras en dos ocasiones, aunque en los dos casos rechazó el escaño. El 10 de abril de 1895, fue elegido de nuevo en el distrito electoral de Tapolca y en 1896 en el de Cegléd; para entonces ya participaba en la vida política de la región. 
En el otoño de 1898, obtuvo la jefatura del Partido por la Independencia, opuesto a los sucesivos Gobiernos de Szell, Khuen-Héderváry, Szápáry y Esteban Tisza que se sucedieron entre 1898 y 1904. Gozó de gran influencia tanto en el Parlamento como entre la opinión pública merced a sus artículos publicados en Egyetértés. En los comicios de 1905, su partido obtuvo una amplia mayoría; en consecuencia, el monarca decidió la formación de un nuevo gabinete que presidió Sándor Wekerle y en el que Kossuth tuvo un papel destacado.